# Blood Creek
Blood Creek is een Amerikaanse horrorfilm onder regie van Joel Schumacher die in 2008 op de Cannes Film Market in première ging.

## Verhaal
De Duitse familie Wollner woont ten tijde van de opkomst van de nazi's in 1936 in Maryland. Ze krijgen daar het verzoek van de NDP om onderdak te bieden aan de door de partij gestuurde professor Richard Wirth (Michael Fassbender), wat ze gehoorzaam doen. De Wollners blijken geselecteerd omdat zij een runensteen vonden en die in de fundering van hun stal hebben verwerkt. Wirth gebruikt deze in zijn onderzoek naar het occultisme. Hij gelooft dat hij met de steen macht kan krijgen over bloed en daarmee veroudering en sterfelijkheid kan tegengaan. Hij betrekt dochter Liese bij zijn onderzoeken.
In 2007 staat Evan Marshall (Henry Cavill) de vrouw bij van zijn broer Victor (Dominic Purcell), die twee jaar eerder tijdens het kamperen spoorloos verdween. Vanuit het niets staat die ineens weer voor Evans neus. Hij verzoekt hem niemand iets te vertellen en met hem mee te komen. Victor leidt zijn broer naar het huis van de Wollners, waar iedereen al zestig jaar geen dag meer verouderd is. Victor werd door hen gevangen gehouden omdat ze zijn bloed nodig hadden om tekens aan te brengen op de deur van de kelder, waarin ze Wirth daarmee vasthouden. Die heeft daadwerkelijk een manier gevonden om onsterfelijk te worden, maar moet meer bloed consumeren om het proces daartoe te voltooien. Hij is veranderd in een bijna onkwetsbare monsterlijke gedaante. Hij heeft zijn vaardigheden daarbij in zoverre ontwikkeld dat hij met zijn aanwezigheid ervoor zorgt dat de familie Wollner al decennia niet meer veroudert. Liese (Emma Booth) is al ruim zestig jaar een zeventienjarige.
Victor werd door de Wollners vastgehouden in een metalen container op het erf, waar ze bloed van hem namen om de tekens die Wirth tegenhouden van tijd tot tijd te kunnen vernieuwen. Victor is hun eerste slachtoffer dat ontkwam voor hij bezweek. Hij wil samen met Evan wraak nemen op de familie en Wirth. Wanneer die uitbreekt, zitten ze allemaal samen gevangen in het huis. Wirth kan daar niet binnen door de op de ramen en deuren aangebrachte tekens, maar door zijn beheersing van necromancie kan hij wel mensen en dieren die sterven naar binnen sturen. Hij wil het proces afmaken dat hem onsterfelijkheid moet opleveren met het bloed van de Wollners en de broers Marshall. Liese is de enige die weet wat er tegen Wirth te doen valt.

## Rolverdeling
- Henry Cavill - Evan Marshall
- Dominic Purcell - Victor Alan Marshall
- Emma Booth - Liese Wollner
- Michael Fassbender - Richard Wirth
- Rainer Winkelvoss - Otto Wollner
- László Mátray - Karl Wollner
- Joy McBrinn - Mrs. Wollner
- Shea Whigham - Luke Benny
- Tony Barger - Larry
- Gerard McSorley - Mr. Marshall
- Vlad Voda - Vic Jr.
- Albert Gherasim - Owen
- Lynn Collins - Barb